# Hjortstamia friesii
Hjortstamia friesii är en svampart som först beskrevs av Joseph-Henri Léveillé, och fick sitt nu gällande namn av Boidin & Gilles 2003. Hjortstamia friesii ingår i släktet Hjortstamia och familjen Phanerochaetaceae.   Inga underarter finns listade i Catalogue of Life.